# (297) Цецилия
(297) Цецилия (лат. Caecilia) — небольшой астероид главного пояса, который был открыт 9 сентября 1890 года французским астрономом Огюстом Шарлуа в обсерватории Ниццы. Происхождение названия неизвестно.

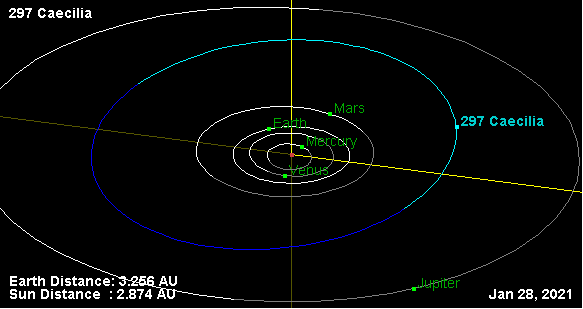
Орбита астероида Цецилия и его положение в Солнечной системе